# Auriculotherapie

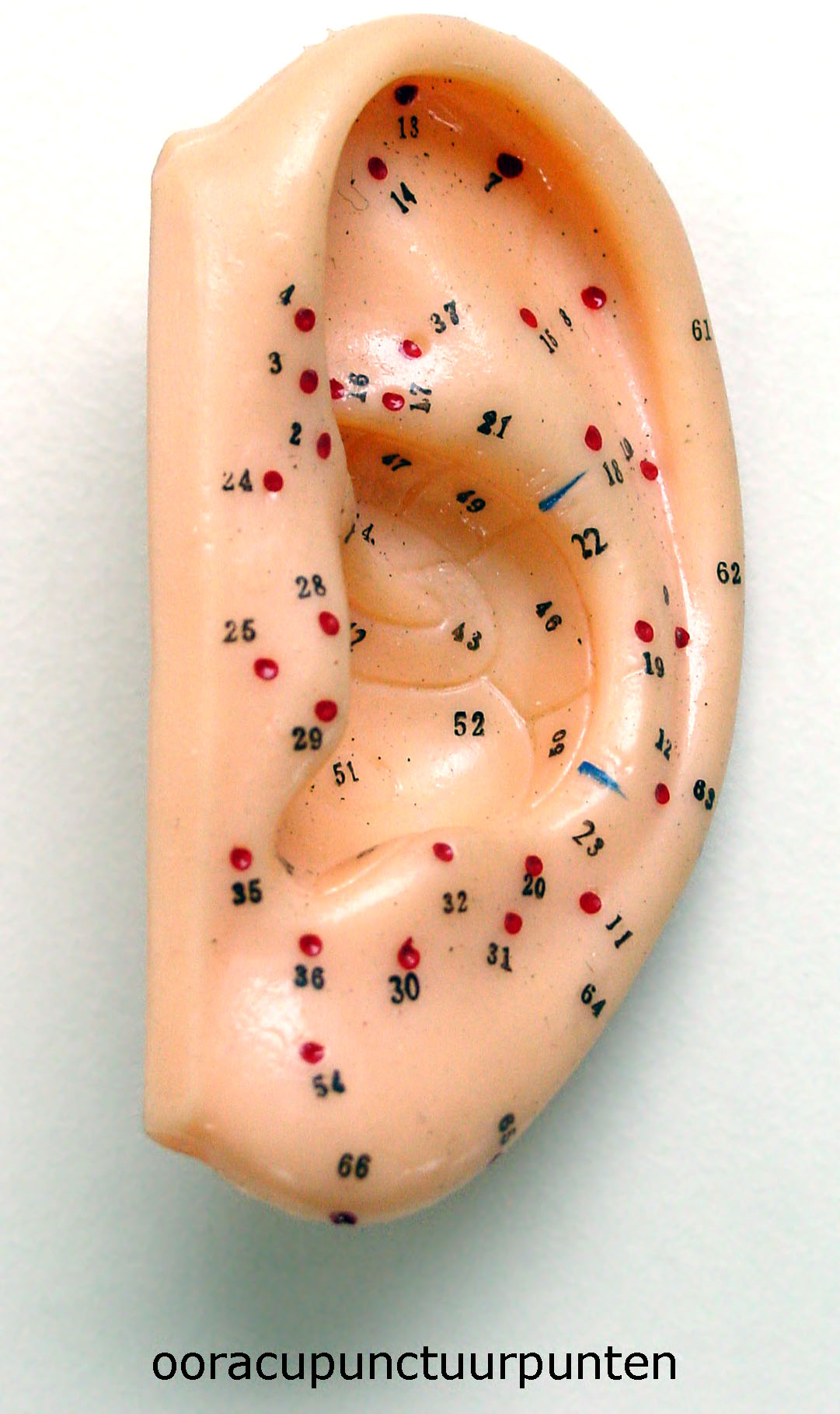
Ooracupunctuurpunten

Auriculotherapie ofwel ooracupunctuur is een alternatieve geneeswijze afkomstig uit de traditionele Chinese geneeskunde. Het is een vorm van acupunctuur, waarbij in dit geval naalden alleen op acupunctuurpunten in het oor worden gestoken. Men gaat er hierbij van uit, dat acupunctuur op deze punten van de oorschelp invloed kan hebben op het welzijn van organen in het hele menselijke lichaam.
Het is nooit onomstotelijk wetenschappelijk bewezen dat auriculotherapie werkt.